# Восточноазиатские игры 2005
4-е Восточноазиатские игры прошли с 10 по 19 мая 2005 года в Макао (Макао). В них приняли участие спортсмены из 9 стран, которые соревновались в 17 видах спорта.

## Виды спорта
- Водные виды спорта
  - Плавание
  - Синхронное плавание
  - Прыжки в воду
- Беговые виды лёгкой атлетики
- Баскетбол
- Боулинг
- Бокс
- Футбол
- Гимнастика
  - Спортивная гимнастика
  - Художественная гимнастика
- Теннис
- Таеквондо
- Тяжёлая атлетика
- Ушу
  - Taolu
  - Sanshou
- Лодки на драконах
- Танцевальный Спорт
- Софт-теннис
- Хоккей на траве
- Каратэ-до
- Академическая гребля

## Итоги Игр
| Место | Страна               | Золото | Серебро | Бронза | Всего |
| ----- | -------------------- | ------ | ------- | ------ | ----- |
| 1     | Китай                | 127    | 63      | 33     | 223   |
| 2     | Япония               | 46     | 56      | 77     | 179   |
| 3     | Республика Корея     | 32     | 48      | 65     | 145   |
| 4     | Китайская Республика | 12     | 34      | 26     | 72    |
| 5     | Макао                | 11     | 16      | 17     | 44    |
| 6     | КНДР                 | 6      | 10      | 20     | 36    |
| 7     | Гонконг              | 2      | 2       | 9      | 13    |
| 8     | Монголия             | 1      | 1       | 6      | 8     |
| 9     | Гуам                 | 0      | 0       | 1      | 1     |
| Всего | Всего                | 237    | 230     | 254    | 721   |